# سیارک ۱۳۳۱
سیارک ۱۳۳۱ (به انگلیسی: 1331 Solvejg، نامگذاری:1933QS) هزار و سیصد و سی و یکمین سیارک کشف شده‌است که در ۲۵ اوت ۱۹۳۳ و در رصدخانه سایمیز کشف شد.
قدر مطلق سیارک برابر ۱۰٫۱۴ است.